# Sunningdale
Sunningdale är en ort och civil parish i Storbritannien.   Den ligger i kommunen Windsor and Maidenhead i riksdelen England, i den södra delen av landet, 40 km väster om huvudstaden London. Sunningdale ligger 48 meter över havet och antalet invånare är 4 875.
Terrängen runt Sunningdale är platt, och sluttar österut. Runt Sunningdale är det mycket tätbefolkat, med 1 056 invånare per kvadratkilometer. Närmaste större samhälle är Slough, 12,5 km norr om Sunningdale. I omgivningarna runt Sunningdale växer i huvudsak blandskog.